# Luna (Fabri Fibra)
Luna è un singolo del rapper italiano Fabri Fibra, pubblicato il 21 giugno 2017 come unico estratto dal terzo EP Fenomeno - Masterchef EP.

## Descrizione
Realizzato con la partecipazione vocale di Mahmood, si tratta di uno dei numerosi brani scartati da Fabri Fibra durante le sessioni di registrazione del nono album in studio Fenomeno, uscito nell'aprile 2017.
Luna è stato successivamente inserito nella lista tracce di Fenomeno - Masterchef EP, uscito il 17 novembre 2017 e dove figura come quarta traccia.

## Tracce
1. Luna (feat. Mahmood) – 3:12